# Elliot Davis
Elliot Davis (* 23. Mai 1948) ist ein US-amerikanischer Kameramann, einer der bestbeschäftigten Bildgestalter Hollywoods.

## Leben
Davis hatte Architektur an der Virginia Polytechnic Institute and State University in Blacksburg studiert und anschließend seinen Master of Fine Arts an der UCLA (Los Angeles) gemacht. Schließlich begann er als Fotograf und Kameramann zu arbeiten, anfänglich bei filmischen Dokumentationen wie Philippe Cousteaus 30-minütigem TV-Naturfilm Oasis in Space und Independent-Produktionen. Seit Ende der 1970er Jahre wurde er auch als einfacher Kameramann zu höherklassigen Kinospielfilmen geholt.
In der zweiten Hälfte der 1980er Jahre konnte sich Davis in Hollywood fest etablieren. Er fotografierte in den folgenden Jahren zunächst überwiegend konventionelle, nicht immer hochklassig produzierte oder besetzte A-Produktionen, aber auch ambitioniertere Filme wie etwa Miles from Home mit Richard Gere. Außerdem war er auch an mehreren Nebenwerken Steven Soderberghs beteiligt. Erst seit Ende der 1990er Jahre wurde Davis auch für (an der Kinokasse längst nicht immer erfolgreiche) Spitzenproduktionen mit Stars wie Bill Murray, George Clooney, Jennifer Lopez, Madonna, Sandra Bullock, Michelle Pfeiffer, Sean Penn oder Bruce Willis geholt.
Davis’ Stil ist höchst uneinheitlich, er selbst sieht sich „als Künstler, der sich durch die Kameraarbeit ausdrückt“. Seine gestalterische Bandbreite reicht von der Realismus-Effekte insinuierenden Handkamerafotografie (wie etwa bei Thirteen und Ich bin Sam), die aufgrund ihrer bisweilen wackeligen Bilder längst nicht immer überall auf Gegenliebe stieß, bis hin zu glatter, hochglanzartig gestalteter Edelkonfektion im Stil gefällig-konventioneller Mainstreamunterhaltung (wie etwa bei dem zweiten Teil der Natürlich blond-Filme und der ersten Twilight-Adaption). Von seinen Arbeiten erhielten neben Thirteen vor allem Dogtown Boys, Out of Sight, Lovesong for Bobby Long und Auf die stürmische Art großes Lob.

## Filmografie (Auswahl)
- 1976: Mirt sost shi amit / 3000 Years (16mm-Dokumentarfilm)
- 1975: Independence Day (16mm-Studentenfilm)
- 1981: Broken English
- 1986: Vamp
- 1987: In der Glut des Sommers (Summer Heat)
- 1988: Der letzte Outlaw (Miles from Home)
- 1989: Signs of Life
- 1989: Bluthunde am Broadway (Bloodhounds of Broadway)
- 1990: Die Liebe eines Detektivs (Love at Large)
- 1990: Eine unhimmlische Mission (Bright Angel)
- 1991: Tödliche Gedanken (Mortal Thoughts)
- 1992: Liebe und Eis (The Cutting Edge)
- 1992: Equinox
- 1993: König der Murmelspieler (King of the Hill)
- 1994: Tödliche Absichten (Mother’s Boys)
- 1994: Werbung für die Liebe (Mr. Write)
- 1994: Auf Ehre und Gewissen (The Glass Shield)
- 1995: Ein Geschenk des Himmels – Vater der Braut 2 (Father of the Bride Part II)
- 1995: Die Kehrseite der Medaille (The Underneath)
- 1995: Das Leben nach dem Tod in Denver (Things to Do in Denver When You’re Dead)
- 1996: Get on the Bus
- 1996: Die dicke Vera (Larger Than Life)
- 1996: Gray’s Anatomy
- 1997: Lawn Dogs – Heimliche Freunde (Lawn Dogs)
- 1998: Finding Graceland – Unterwegs mit Elvis (Finding Graceland)
- 1998: Out of Sight
- 1999: Breakfast of Champions – Frühstück für Helden (Breakfast of Champions)
- 1999: Auf die stürmische Art (Forces of Nature)
- 1999: Light It Up
- 2000: Ein Freund zum Verlieben (The Next Best Thing)
- 2001: Happy Campers
- 2001: Ich bin Sam (I am Sam)
- 2002: Weißer Oleander (White Oleander)
- 2002: 40 Tage und 40 Nächte (40 Days and 40 Nights)
- 2003: Dreizehn (Thirteen)
- 2003: Natürlich blond 2 (Legally Blonde 2: Red, White and Blonde)
- 2004: Lovesong for Bobby Long (A Love Song for Bobby Long)
- 2005: Dogtown Boys (Lords of Dogtown)
- 2006: Es begab sich aber zu der Zeit… (The Nativity Story)
- 2008: Surfer, Dude
- 2008: Twilight – Biss zum Morgengrauen (Twilight)
- 2009: Gemeinsam stärker – Personal Effects (Personal Effects)
- 2010: A Year in Mooring
- 2011: Die Eiserne Lady (The Iron Lady)
- 2013: Man of Tai Chi
- 2015: Der Kandidat – Macht hat Ihren Preis (The Runner)
- 2015: Im Himmel trägt man hohe Schuhe (Miss You Already)
- 2015: Alle Jahre wieder – Weihnachten mit den Coopers (Love the Coopers)
- 2016: The Birth of a Nation – Aufstand zur Freiheit (The Birth of a Nation)
- 2020: Uncorked